# Elrey Borge Jeppesen
Elrey Borge Jeppesen (født 28. januar 1907 i Lake Charles, Louisiana, død 26 november 1996 i Denver, Colorado) var en amerikansk flyvepioner og pilot ved United Airlines, som i 1934 i Salt Lake City startede produktion af sin lille sorte bog Pocket Airway Manual, populært kaldet Jeppesen Maps, som verdensomspændende bliver brugt af piloter. Hans forældre var indvandrere fra Danmark. Faderen var møbelsnedker.
Jeppesen Terminal i Denver International Airport er opkaldt efter ham.